# O Terceiro Milagre
The Third Miracle (Brasil e Portugal: O Terceiro Milagre) é um filme de drama de 1999 dirigido por Agnieszka Holland, com produção executiva de Francis Ford Coppola e estrelado por Ed Harris e Anne Heche. Trata-se de uma adaptação ao cinema do romance homônimo de 1997 de Richard Vetere sobre a complexa e perturbadora investigação levada a cabo por um padre no sentido de estabelecer a veracidade de um caso de milagres. O filme foi rodado em Hamilton, Ontário, Canadá.

## Sinopse
Em Bystrica, Eslováquia, em 1944, perto do fim da Segunda Guerra Mundial, um bombardeio aliado faz com que uma garotinha reze pela libertação.
Em Chicago, em 1979, o Padre Frank Shore (Ed Harris) é um padre, agora postulador, que investiga alegações de milagres para o Vaticano realizados por uma mulher devota cuja morte fez com que uma estátua da Virgem Maria sangrasse e curasse uma menina com lúpus terminal. Agora a mulher foi nomeada para a santidade.
Nunca tendo encontrado um milagre genuíno, ele é conhecido como Assassino de Milagres por seu histórico de desmascarar falsas alegações de milagres. Padre Frank está sofrendo uma crise de fé quando é enviado para investigar os milagres de uma mulher, a falecida Helen O'Regan, que foi nomeada para a santidade, e acaba se tornando o maior defensor de sua canonização.
Padre Frank descobre uma série de eventos extraordinários, mas o mais extraordinário de todos pode ser a filha terrena da "santa", Roxane (Anne Heche). Roxane é uma descrente que não consegue perdoar sua mãe abnegada por abandoná-la aos 16 anos de idade.

## Elenco
- Ed Harris como Padre Frank Shore
- Anne Heche como Roxanne
- Armin Mueller-Stahl como Werner
- Michael Rispoli como John Leone
- Charles Haid como Bispo Cahill
- Barbara Sukowa como Helen

## Trilha sonora
A trilha sonora de The Third Miracle foi lançada em 14 de dezembro de 1999.
| N.º            | Título                              | Artista             | Duração |  |
| 1.             | "Interrupted Dream: Opening Titles" | Jan A. P. Kaczmarek | 1:33    |  |
| 2.             | "Bystricia At War"                  | Jan A. P. Kaczmarek | 2:51    |  |
| 3.             | "First Prayer"                      | Jan A. P. Kaczmarek | 2:18    |  |
| 4.             | "Frank and Roxanne"                 | Jan A. P. Kaczmarek | 3:33    |  |
| 5.             | "Before Your Eyes"                  | Jan A. P. Kaczmarek | 2:53    |  |
| 6.             | "Prayer At The Lake"                | Jan A. P. Kaczmarek | 1:27    |  |
| 7.             | "Falcone"                           | Jan A. P. Kaczmarek | 1:49    |  |
| 8.             | "Domine Jesu"                       | Jan A. P. Kaczmarek | 1:11    |  |
| 9.             | "Call From Bystricia"               | Jan A. P. Kaczmarek | 2:12    |  |
| 10.            | "Helen O'Reagan"                    | Jan A. P. Kaczmarek | 2:49    |  |
| 11.            | "They Call You A Miracle Killer"    | Jan A. P. Kaczmarek | 0:43    |  |
| 12.            | "Meeting In The Hospital"           | Jan A. P. Kaczmarek | 2:59    |  |
| 13.            | "Ordinary Woman"                    | Jan A. P. Kaczmarek | 2:18    |  |
| 14.            | "Maria In The Hospital"             | Jan A. P. Kaczmarek | 2:34    |  |
| 15.            | "I Wanted It To Be True"            | Jan A. P. Kaczmarek | 2:15    |  |
| 16.            | "The Confession"                    | Jan A. P. Kaczmarek | 1:57    |  |
| 17.            | "Unfinished Love Story"             | Jan A. P. Kaczmarek | 2:55    |  |
| 18.            | "Farewell"                          | Jan A. P. Kaczmarek | 1:09    |  |
| 19.            | "Memories From The Lake"            | Jan A. P. Kaczmarek | 2:22    |  |
| 20.            | "The Bleeding Statue"               | Jan A. P. Kaczmarek | 4:49    |  |
| 21.            | "The Third Miracle"                 | Jan A. P. Kaczmarek | 3:20    |  |
| Duração total: | Duração total:                      | Duração total:      | 49:57   |  |